# Motorola 68060

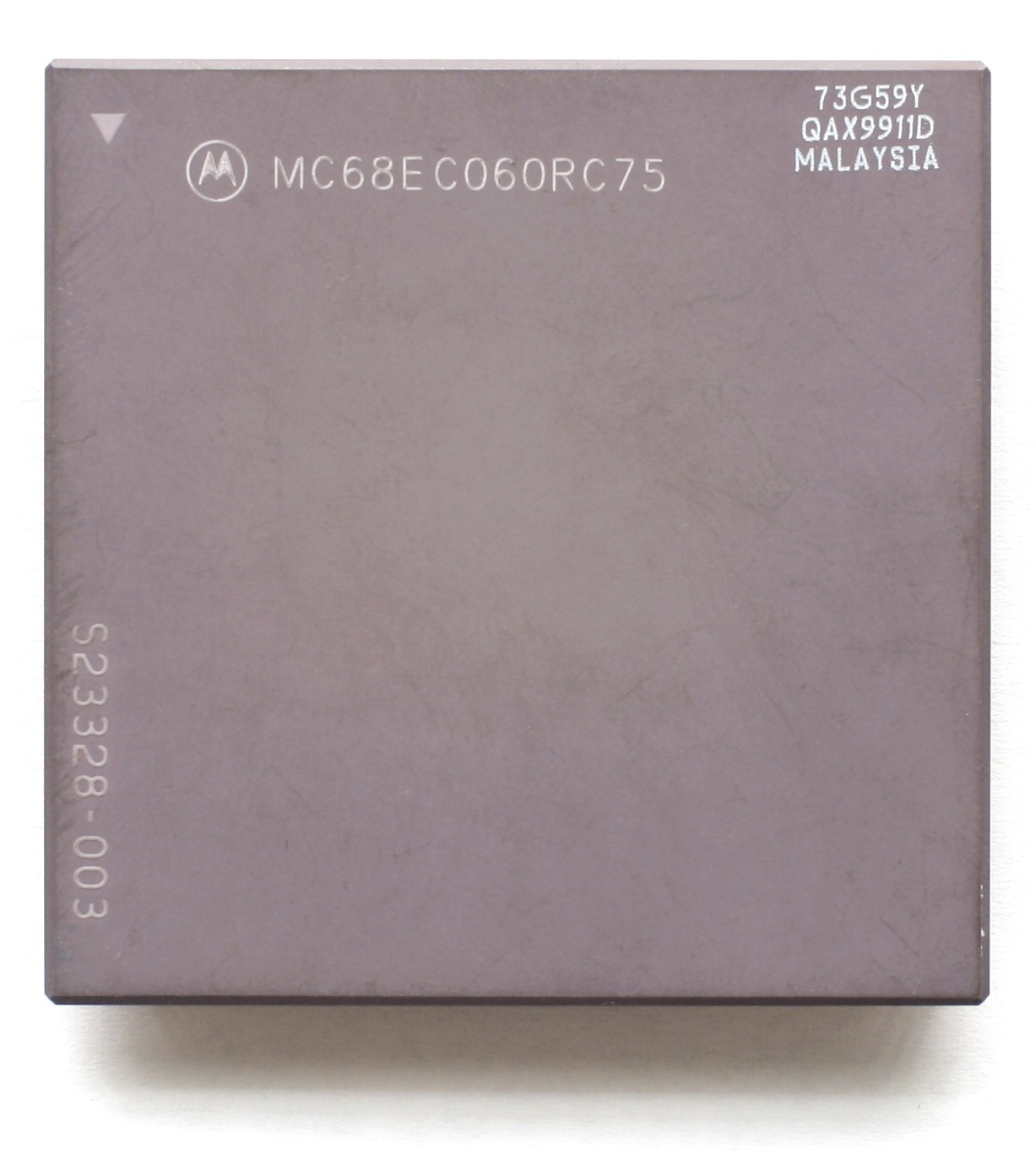
Un microprocesador Motorola 68EC060

El Motorola 68060 es un microprocesador de 32 bits de Motorola lanzado en 1994. Es el sucesor del Motorola 68040 y es el miembro más potente de la familia 680x0.

## Arquitectura
Hay una versión LC de bajo coste (Low Cost) sin la FPU y una versión EC (Embedded Controller) sin la MMU ni la FPU. El diseño del 68060 fue dirigido por Joe Circello.
El 68060 comparte muchos rasgos con la arquitectura de los Intel Pentium. Ambos tienen una configuración de cañería de instrucciones dual ordenada y superescalar, y un decodificador de instrucciones que divide las instrucciones complejas en otras más simples antes de su ejecución. Aun así, una significativa diferencia es que la FPU del 68060 no usa cañerías y es, por tanto, hasta tres veces más lenta que los Pentium en aplicaciones de coma flotante. En contraste con esto, las multiplicaciones de enteros y las instrucciones de desplazamiento de bits son significativamente más rápidas en el 68060. Una característica interesante del 68060 es la habilidad de ejecutar instrucciones simples en la unidad de generación de direcciones (AGU) y, por tanto, suministrar el resultado dos ciclos antes que la ALU. Otro punto interesante es que grandes cantidades de código comercial compilado fueron analizadas para encontrar qué instrucciones serían las mejores candidatas para una optimización de prestaciones.
Contra el Pentium, el 68060 obtiene mejores prestaciones en código mezclado, ya que el decodificador del Pentium no puede mandar una instrucción de punto flotante en cada oportunidad y, por lo tanto, la FPU no es superescalar como lo son las ALUs. Si la FPU sin cañerías del 68060 puede aceptar una instrucción, se le puede mandar una por el decodificador. Esto significa que optimizar para el 68060 es más fácil, ya que no hay ninguna regla que impida que una instrucción de CF sea realizada donde sea más conveniente para el programador, quitando en latencias de instrucciones bien entendidas. Aun así, con código optimizado y organizado adecuadamente, la FPU del Pentium es capaz de doblar en velocidad a igual frecuencia de reloj a la FPU del 68060.
El 68060 fue el último desarrollo de la familia 68000 para uso general, abandonada en favor de los chips PowerPC. Fue usada en los últimos modelos de Commodore Amiga y en tarjetas aceleradoras para estos, al igual que en algunos clones del los Atari ST, en tarjetas aceleradoras para el Atari Falcon (CT060) y en los últimos modelos de los ordenadores multiusuario de Alpha Microsystems antes de su migración a x86. No fueron usados por parte Apple Inc. y el mundo Unix ya que se había ido a otras plataformas RISC.El 68060 fue presentado a 50MHz en un proceso de manufactura de 0'6 µm. Unos años después, fue encogido a 0'42 µm y su frecuencia de reloj se subió a 66 y 75MHz.
El desarrollo del núcleo básico continúa, principalmente para sistemas embebidos. En estos se combinan con un número de interfaces periféricos para reducir la complejidad general y los requerimientos energéticos del diseño. Un número de chips, cada uno con diferentes juegos de interfaces, son vendidos con el nombre de Freescale ColdFire y DragonBall.
Para mayor información del juego de instrucciones y la arquitectura, ver Motorola 68000.

## Historia
Los número pares (68000, 68020, 68040, 68060) estaban reservados para las revisiones mayores de la arquitectura del núcleo 680x0. Los nuḿeros impares (68010, 68030, 68050, 68070) estaban reservados para las actualizaciones de la arquitectura de los anteriores chips. Motorola no produjo nunca los 68050 ni los 68070.
Por ejemplo, el Motorola 68010 (y el oscuro 68012) era un 68000 con una mejora del bucle de instrucciones y la habilidad de suspender y luego continuar una instrucción en el evento de un fallo de página, permitiendo el uso de memoria virtual con la MMU adecuada. De todas maneras, no hubo grandes cambios en las arquitecturas de los núcleos. De manera similar, el Motorola 68030 fue una mejora en el proceso del 68020, con la MMU y una pequeña caché de datos (256 bytes) integradas en el chip. El 68030 estuvo disponible en velocidades de hasta 50MHz.
El salto de los 68000/68010 a los 68020/68030, aun así, representó un gran salto, con demasiados cambios individuales para listarse aquí.
A la vez que el 68060 estaba en producción, Motorola ya había abandonado su desarrollo de los chips MC680x0 en favor de los PowerPC.
Aún que la última versión de Motorola del procesador fue el 68060, hubo un procesador 68070. Este dispositivo fue producido por Signetics (Philips), y fue una modesta mejora del 68000, con soporte del bus I²C y una MMU integrada. Salió mucho antes del 68060 y fue usada mayormente como procesador integrado en algunos elementos de electrónica de consumo.

## Uso
Quizás su uso más memorable fue en gráficos de programas de televisión. Las series de Chyron, Infinit!, Max!, and Maxine! de generadores de caracteres usaban el 68060 como procesador principal. Estos generadores de caracteres fueron una parte de las estaciones de muchos de los afiliados de las redes de televisión de EE. UU.
El 68060 también fue usado en los sistemas PBX para oficinas grandes de Nortel Meridian, en los modelos Meridian 1 Option 51, 61 y 81, siendo el procesador de las placas CP3 y CP4. Un par de esas tarjetas, cada una incluyendo un 68060, podía ser usada para hacer resistente a los fallos al PBX. Esta fue una aplicación lógica, ya que en los Meridian 1 se habían usado anteriormente chips Motorola. Nortel ha cambiado desde entonces su arquitectura a los procesadores Intel.[cita requerida].
También el router multiprotocolo Motorola Vanguard 6560 usa un 68EC060 a 50 MHz.
Los sistemas Motorola MVME-17x y Force Computer SYS68K VMEbus también usan procesadores 68060.

## Variantes
- 68060 – CPU completa con FPU + MMU
- 68LC060 – Sin FPU, con MMU.
- 68EC060 – Sin FPU ni MMU.

## Datos técnicos
| Frecuencia de trabajo  | 50, 60, 66, 75 MHz |
| Voltage de entrada     | - Vcore 3,3 V - I/O 5 V |
| Temperatura            | −40 °C .. 70 °C (85 °C con la máscara actual) |
| Proceso de producción  | CMOS estático 0,6 μm y posteriormente 0,42 μm |
| Empaquetado            | PGA 206 (compatible con el 68040), TBGA 304 31*31*1.7P1.27 |
| Bus de direcciones     | 32 bits |
| Bus de datos           | 32 bits |
| Juego de instrucciones | CISC (internamente similar a la funcionalidad del RISC desmantelando las macrooperaciones en microoperaciones)                                                                                        |
| Caché                  | - 8 kB DCache (4-way associative) - 8 kB ICache (4-way associative) - Buffer de instrucciones FIFO de 96 byte - Caché de árbol de 256 entradas - Buffer de MMU ATC de 64 entradas (4-fach assoziativ) |
| Registros              | - 8 para operaciones de dirección - 8 para operaciones de datos |
| Transistores           | ~2.500.000 |
| Prestaciones           | - ~88 Mips @ 66 MHz - ~110 Mips @ 75 MHz - ~36 MFlops @ 66 MHz |

## Trivia
- Existen variantes con overclocking a 100/133 MHz (parcialmente en conexión con refrigeración líquida)
- Las variantes LC y EC son CPUs defectuosas donde la FPU o la MMU han presentado demasiados errores y, por lo tanto, fueron desactivadas.
- La Viper 1260 (una tarjeta turbo para el Commodore Amiga 1200) usaba un 68060 a 50 MHz acelerado a 56 MHz.
- La Apollo 1260 (una tarjeta turbo para el Amiga 1200) puede usar el 68060 Rev.6 con un reloj a 80 MHz.
- La CT60 (una tarjeta de expansión para el ATARI Falcon) alcanza velocidades desde 90 MHz a más de 100 MHz con los procesadores rev.6.
- Algunos distribuidores de componentes electrónicos ofrecen un modelo 68060FE133 que funciona de serie a 133Mhz. Existe algún prototipo de tarjeta para el NatAmi